# Коно, Акира
Акира Коно (яп. 河野 昭 Ко:но Акира, 11 сентября 1929 года — 25 декабря 1995 года) — японский гимнаст, призёр Олимпийских игр.
Акира Коно родился в 1929 году префектуре Эхиме.
В 1956 году на Олимпийских играх в Мельбурне Акира Коно завоевал серебряную медаль в составе команды.